# ذا بلاك ليبل
ذا بلاك ليبل (بالكورية: 더 블랙 레이블؛ أيضًا تُكتب كـ THEBLACKLABEL أو THEBLΛƆKLΛBEL) هي شركة تسجيلات كورية جنوبية وفرعية لشركة واي جي إنترتينمنت ، تأسست في عام 2015 من قبل منتجي YG تيدي بارك.

## التأسيس
في 22 سبتمبر 2015، أعلنت واي جي إنترتينمنت عن إنشاء شركة فرعية مستقلة يرأسها منتج YG مثل تيدي بارك، تضم الشركة حاليًا زيون تي، ثاني أفضل الفنانين مبيعًا في كوريا لعام 2015 بعد فرقة بيغ بانغ، والشركة حاليًا تملك مغنيين / ممثليين / عارضو ازياء عديدة.

## الفنانيين

### فنانيين منفرديين
- زيون تي
- أوكاسيان
- فينس
- جيون سو-مي

### منتجون
- تيدي بارك
- أر.تي
- بيجاي
- سيو ون جين
- كاروالر
- داني تشونغ
- تايو
- برأيان تشيس

### عارضو ازياء / ممثلين
- إيلا غروس
- لي جام - يونغ
- هيو جاي هيوك